# Dekanat Kobylin
Dekanat Kobylin – jeden z 24 dekanatów w rzymskokatolickiej diecezji łomżyńskiej.

## Parafie
W skład dekanatu wchodzi 8 parafii:
- parafia św. Antoniego Padewskiego w Nowych Chlebiotkach
- parafia św. Stanisława Biskupa i Męczennika w Kobylinie-Borzymach
- parafia MB Królowej Męczenników w Radulach
- parafia Wniebowzięcia NMP w Sokołach
- parafia MB Szkaplerznej w Starych Wnorach
- parafia Trójcy Przenajświętszej w Tykocinie
- parafia Przemienienia Pańskiego w Zawadach Kościelnych
- parafia św. Józefa w Złotorii.

## Sąsiednie dekanaty
Białystok – Bacieczki (archidiec. białostocka), Białystok – Starosielce (archidiec. białostocka), Łapy, Piątnica, Wysokie Mazowieckie, Zambrów